# فرانسيس شامباين
فرانسيس شامبين عالمة نفس كندية وأستاذة جامعية لعلم النفس في جامعة تكساس في أوستن معروفة بأبحاثها في مجالات علم الأعصاب الجزيئي وسلوك الأم وعلم التخلق . يستكشف البحث في مختبر شامباين المرونة التطورية التي تحدث استجابة للتجارب البيئية. وهي معروفة بعملها عن الانتقال الفوق جيني لسلوك الأم. كشفت أبحاث فرانسيس شامبين كيف يمكن للتغيرات الطبيعية في سلوك الأم أن تشكل التطور السلوكي للذرية من خلال التغيرات الفوق جينية في التعبير الجيني بطريقة محددة في منطقة الدماغ. فازت بجائزة المبتكر الجديد لمدير المعاهد الوطنية للصحة في عام 2007  وجائزة فرانك إيه بيتش للباحث الناشئ في علم الغدد الصماء السلوكية في عام 2009. وقد وصفت بأنها «نحلة علم الأعصاب». تعمل في لجنة تعزيز النمو الصحي العقلي والعاطفي والسلوكي بين الأطفال والشباب في الولايات المتحدة.

## التعليم والتدريس
حصلت شامبين على درجة البكالوريوس في علم النفس من جامعة كوينز ، كندا . التحقت بكلية الدراسات العليا في جامعة ماكجيل ، كندا حيث حصلت على درجة الماجستير في الطب النفسي ودرجة الدكتوراه في علم الأعصاب حيث درست تحت إشراف مايكل ميني . أكملت شامبان أبحاث ما بعد الدكتوراه في جامعة كامبريدج في إنجلترا، حيث درست سلوك الحيوان . تم تعيين فرانسيس شامبين كأستاذة مساعدة في قسم علم النفس في جامعة كولومبيا في مدينة نيويورك في عام 2006. بعد مراجعة النصب الدائم، تمت ترقية فرانسيس إلى أستاذة مساعدة، وهو منصب بقيت فيه حتى عام 2017. من 2016-2017 ، شغلت الدكتورة شامبين أيضًا منصب نائب رئيس قسم علم النفس. في عام 2017 ، بدأت عملها الحالي في جامعة تكساس في أوستن كأستاذة بدوام كامل في قسم علم النفس. و لكنها تحافظ على ارتباطها بجامعة كولومبيا كأستاذ مساعد في قسم علم النفس. بصفتها أستاذة بدوام كامل، تقوم بتدريس دورات تشمل على سبيل المثال لا الحصر تطوير الدماغ، علم التخلق السلوكي والأخلاقيات، علم الوراثة والدماغ.

## الأبحاث
فحص بحث شامبان البيولوجيا العصبية لدماغ الوالدين بما في ذلك الآليات العصبية الكامنة وراء الفروق الفردية في سلوك الأم وتأثيرات البيئة على هذه الدوائر العصبية. الاهتمام البحثي الرئيسي الآخر هو التأثيرات الفوق جينية لسلوك الأم وكيف يظهر الاختلاف الفوق جيني استجابةً للاختلاف في التفاعلات بين الأم والرضيع التي حدثت أثناء نمو الرضيع. كما أنها تبحث في البرمجة السابقة للولادة لتطور الذرية وتأثير التعرض قبل الولادة للإجهاد أو السموم أو التباين الغذائي على التعبير الجيني للمشيمة وأدمغة الذرية. يعد التفاعل بين الأب والأم وتطور الذرية من الاهتمامات البحثية الرئيسية الأخرى لشامبين وهو تأثير الآباء على الأمهات والذرية والآليات الفوق جينية التي يحدث من خلالها هذا التفاعل. بالإضافة إلى ذلك، فهي مهتمة باستكشاف طرق لتخفيف الآثار السلبية للتجارب المعاكسة قبل الولادة وبعدها على النمو من خلال التحقيق في آليات الوراثة الفوق جينية التي تسمح للذرية بالتغلب على مثل هذه التجارب الحياتية المبكرة أو أن تكون مرنًا في الاستجابة لها.
قامت شامبين بالبحث في الآليات الفوق جينية التي يمكن من خلالها إحداث التباين الفردي في السلوك الإنجابي والاجتماعي من خلال التباين في تجارب الحياة المبكرة (قبل الولادة وبعدها). لقد استكشفت التفاعل بين الأمهات والآباء في تنمية الأبناء والآثار العابرة للأجيال لتجارب الحياة المبكرة.
في مختبرها الجديد لعلم التخلق والتنمية والأعصاب، تستكشف هي وأعضاء مختبرها التغييرات التي يمكن أن تحدث خلال التطور نتيجة للظروف البيئية. والأهم من ذلك، تأثير التعرض قبل الولادة للبيسفينول على الأم والرضيع على النتائج الفوق جينية والسلوكية. يتم تمويل هذا العمل من خلال المعهد الوطني لعلوم الصحة البيئية . ثبت سابقًا أن البيسفينول، بما في ذلك على سبيل المثال لا الحصر البيسفينول أ، يؤدي إلى اضطراب الغدد الصماء.
بالإضافة إلى ذلك، فهي باحثة مشاركة تواصل دراسة بوريكوا للشباب التي بدأت في جامعة كولومبيا، وهي دراسة طولية تهدف إلى فهم المخاطر والعوامل الوقائية التي يعيشها منها شباب بورتوريكو. يتم تمويل هذا المشروع من خلال المعهد الوطني لتنمية صحة الطفل .
أخيرًا وحديثا، عملت في لجنة مؤتمر الدماغ الأبوي في 2018 ، وهو اجتماع ركز على المنظورات البيولوجية والسلوكية في صحة الوالدين خلال صيف 2018.

## منشورات مختارة
شامبين ف .اا (2018) التأثير الفوق جيني متعدد الأجيال للخصومة. في العنف ضد الأطفال: جعل حقوق الإنسان حقيقة. حرره: لينزر جي، روتليدج. خلاصة
شامبين اف . ا (2016) الإرث الفوق جيني للخبرات الأبوية: مسارات ديناميكية وتفاعلية للوراثة. يسيكوباتول ديف 28 (4pt2): 1219-1228. بميد 27687718
ستولزينبرج د وشامبين اف. ا (2016) القواعد الهرمونية وغير الهرمونية لسلوك الأم: دور الخبرة والآليات الفوق جينية. الهرمونات والسلوك 77: 204-10. بميد 26172856
ميلر ر ل ويانا ز وما هيرا ك وزانجا ه وجدسنك ك وماكدونالد ج وشامبين ف . أ (2016) تأثير التعرض للهيدروكربون العطري متعدد الحلقات قبل الولادة على السلوك والتعبير الجيني القشري ومثيلة الحمض النووي لجين بي دي ان اف. علم الوراثة العصبية 5: 11-18. بميد 27088078
جنسن بينيا ك، شامبين ف . أ (2015) الإفراط في التعبير الوليدي عن مستقبلات هرمون الاستروجين ألفا يغير تطور الخلايا العصبية للدوبامين في الدماغ المتوسط ويعاكس آثار رعاية الأم المنخفضة في ذرية الإناث. علم الأعصاب التنموي 75 (10): 1114-24. بميد 25044746
كاندوفيتش م، جادسنك ك، هيربستمان ج ب، تانج د، بيريرا ف ب، شامبين ف . أ (2015) مثيلة الحمض النووي لـ جين البي دي ات اف كعلامة بيولوجية لمحنة الحياة المبكرة. Proc Natl Acad Sci USA 12 (22): 6807-13. بميد 25385582
توست ه، شامبين ف . أ، ماير-ليندينبرج أ (2015) التأثير البيئي في الدماغ ورفاهية الإنسان والصحة العقلية. علم الأعصاب الطبيعي 18 (10): 1421-31.
تانج ج، جدينك ك، كو ش، كوترينا م، روزوكليخا ج، سوسونوف ا، سوندرس م، كانتر ا، كاستنجا ك، ياماموتو ا، يو ز، ارانشيو و، بيتيرسون ب س، شامبين ف ا، دورك ا، جولدمان ج، سلزر د (2014) يؤدي فقدان الالتهام التلقائي الكلي المعتمد على ام تور إلى عجز تشذيب التشابك يالمشابه لما يحدث في التوحد. الخلايا العصبية 83 (5): 1131-43. بميد 25155956
شامبين ف ا (2011) بصمات الأمهات وأصول الاختلاف. الهرمونات والسلوك 60 (1): 4-11. بميد 21376726
جدسنك ك م، شامبين ف ا (2011) التأثيرات الفوق جينية للتجارب التنموية المبكرة. عيادات طب الفترة المحيطة بالولادة 38 (4): 703-17. بميد 22107899
كرلي ج ب، روك ف، موينهان ا م، باتيسون ب، كيفرن ا ب، شامبين ف ا(2010) التحولات التنموية في الأنماط السلوكية للفئران ا: دور التجارب الاجتماعية في فترة بعد الولادة والطفولة. علم الوراثة السلوك 40 (2): 220-32. PMC2862468
شامبين ف ا (2010) الشدائد المبكرة والنتائج التنموية: التفاعل بين علم الوراثة وعلم التخلق والتجارب الاجتماعية عبر العمر. وجهات نظر في علم النفس 5 (5) 564-574. بميد 26162197
شامبين ف ا (2010) التأثير الجيني للتجارب الاجتماعية عبر العمر الافتراضي. علم النفس التنموي 52 (4): 299-311. بميد 20175106
وان م، كوبيني ا، ميكلوسكي ا، شامبين ف ا (2009) مقارنة بين الثقافات لتقارير من قبل مالكي كلاب الجيرمان شيبارد في المجر والولايات المتحدة الأمريكية. علم سلوك الحيوان التطبيقي 121: 206-213. مجردة .
كرلي ج ب ودافيدسون س وباتيسون ب، وشامبين ف ا (2009) يؤدي الإثراء الاجتماعي أثناء تطور ما بعد الولادة إلى تأثيرات عبر الأجيال على السلوك العاطفي والإنجابي لدى الفئران. الحدود في علم الأعصاب السلوكي 3:25 PMID 19826497
شامبين ف ا، كرلي ج ب، حسن ن، سواني وت &و كافيرن اب (2009) التأثير الأبوي على سلوك الإناث: دور بيج3 في الاستكشاف والشم وتنظيم الغدد الصماء العصبية لسلوك الأمهات من إناث الفئران. علم الأعصاب السلوكي 123 (3): 469-80. بميد 19485553
كرلي ج ب، جوردان ا، سواني وت، ايزراليت ا، كامل س وشامبين ف ا (2009) معنى الفطام: تأثير فترة الفطام على التطور السلوكي في الفئران. علم الأعصاب التنموي 31 (4): 318-31. بميد 19546569
فاجيوليني م وجنسن ك ل وشامبين ف ا (2009) التأثيرات فوق الجينية على نمو الدماغ والمرونة. الرأي الحالي في علم الأعصاب 19 (2): 207-212. بميد 19545993
شامبين ف ا ومشدوه ر (2009) الجينات في السياق: تفاعل الجينات والبيئة وأصول الفروق الفردية في السلوك. الاتجاهات الحالية في علم النفس 18 (3): 127-131. بي دي إف
شامبين ف ا (2009) طبيعة الرعاية: التجارب الاجتماعية والدماغ. مجلة علم الغدد الصماء .21 (10): 867-8. بميد 19686450
شامبين ف ا، كرلي ج ب (2008) تنظيم المثيلة لمستقبلات استروجين الفا في الامهات. الرأي الحالي في علم الأدوية 8 (5): 963-73. بميد 18644464
شامبين ف ا (2008) آليات الوراثة الفوق جينية والآثار العابرة للأجيال لرعاية الأم. الحدود في علم الغدد الصم العصبية 29 (3): 386-397. بميد 18462782
شامبين ف ا، كرلي ج ب، كافرن ا ب، باتسون ب ب ج (2007) الاختلافات الطبيعية في رعاية الأمهات بعد الولادة في الفئران داخلية التزواج واالفئران خارجية التزواج. علم وظائف الأعضاء والسلوك 91 (2-3): 325-34. بميد 17477940
شامبين ف ا، ميمي م ج (2007) التأثيرات العابرة للأجيال للبيئة الاجتماعية على الاختلافات في رعاية الأم والاستجابة السلوكية للتجدد. علم الأعصاب السلوكي 121 (6): 1353-63. بميد 18085888
شامبين ف ا، ويفر ي ك ج، ديوريو ج، زيف م، ميني م ج (2006) رعاية الأمومة المرتبطة بالمثيلة لمستقبلات هرمون الاستروجين الفا وان بي وظهور لمستقبل الاستروجين ألفا في منطقة ما قبل الجراحة الإنسي من ذرية الإناث. طب الغدد الصماء 147 (6): 2909-2915. بميد 16513834
شامبين ف ا، ميني م ج (2006) الإجهاد أثناء الحمل يغير رعاية الأم ونمو الذرية في نماذج القوارض. الطب النفسي البيولوجي 59 (12): 1227-35. بميد 16457784
شامبين ف ا، كرلي ج ب (2005) كيف تؤثر التجارب الاجتماعية على الدماغ. الرأي الحالي في علم الأعصاب 15 (6): 704-9. بميد: 16260130
شامبين ف ا، كريتين ب، ستيفنسون س و، زانج ت ي، جراتون ا، ميني م ج (2004) الاختلافات في الدوبامين المرتبط بالنواة المتكئة والمرتبطة بالاختلافات الفردية في سلوك الأم في الفئران. مجلة علم الأعصاب 24 (17): 4113-23. بميد 15115806
شامبين ف ا، ويفر ا س، ديوريو ج، شارما س، ميني م ج (2003) ترتبط الاختلافات الطبيعية في رعاية الأمومة بظهورر لمستقبلات هرمون الاستروجين ألفا وحساسية الإستروجين في منطقة ما قبل الجراحة الإنسي. طب الغدد الصماء 144 (11): 4720-4. بميد 12959970
شامبين ف ا، فرانسيس دد. ، مار ا، ميني م ج (2003) الاختلافات التي تحدث بشكل طبيعي في رعاية الأم في الجرذ كتأثير وسيط لتأثيرات البيئة على تطور الفروق الفردية في تفاعل الإجهاد. علم وظائف الأعضاء والسلوك 79: 359-371. بميد 12954431
شامبين ف ا، ديوريو ج، شارما س، ميني م ج (2001) ترتبط الاختلافات التي تحدث بشكل طبيعي في سلوك الأم في الجرذ بالاختلافات في مستقبلات الأوكسيتوسين المركزية التي يحفزها هرمون الاستروجين. وقائع الأكاديمية الوطنية للعلوم بالولايات المتحدة الأمريكية 98 (22): 12736-41. بميد 11606726
شامبين ف ا، ميني م ج (2001) مثل الأم، مثل الابنة: دليل على الانتقال فوق الجيني للسلوك الأبوي واالاستجابة للإجهاد. التقدم في أبحاث الدماغ 133: 287-302. بميد 11589138
مارشال ول، أندرسون د، شامبين إف (1997) احترام الذات وعلاقته بالإساءة الجنسية. القانون والجريمة علم النفس 3 (3): 161-186.

## الجوائز
- 2012-2013 جائزة لينفست المتميزة في علم النفس نسخة محفوظة 14 يناير 2021 على موقع واي باك مشين. ، جامعة كولومبيا في مدينة نيويورك.
- 2009 جائزة فرنك ا بيتش للباحث الناشئ في علم الغدد الصماء السلوكية . الهرمونات والسلوك، 2011 ، 60 ، 4-11 .
- 2007 جوائز المبتكر الجديد لمدير معاهد الصحة العامة . عنوان المشروع: الآلية الفوق جينية التي تتوسط وراثة السلوك الإنجابي. معرف المنحة: DP2-OD001674

## روابط خارجية
- جامعة تكساس في أوستن: صفحة ملف تعريف الكلية
- جامعة تكساس في أوستن: مختبر علم الوراثة والتنمية وعلم الأعصاب
- مؤتمر الدماغ الأبوي نسخة محفوظة 26 أكتوبر 2019 على موقع واي باك مشين.